# 静岡県道189号三ツ峰落合線
静岡県道189号三ツ峰落合線（しずおかけんどう189ごう みつみねおちあいせん）は、静岡県静岡市葵区落合と笠張峠とを結ぶ、一般県道である。

## 概要
静岡市葵区の玉川地区を通る路線であり、ほとんどの区間で安倍中河内川支流の西河内川に沿う。
静岡県道60号南アルプス公園線、静岡県道27号井川湖御幸線とともに静岡市北部の井川地区と静岡市街を結ぶ経路を構成する。起点の笠張峠でアルプス公園線と、終点の落合で井川湖御幸線と接続する。
全線が山間部に位置し、道幅の狭い区間が多い。土砂崩れによる通行止めが多く、冬季には積雪することもある。

### 路線データ
- 起点：静岡市葵区井川（静岡県道60号南アルプス公園線交点）
- 終点：静岡市葵区落合（静岡県道27号井川湖御幸線交点）
- 総延長：19.4km

## 沿革
笠張峠から葵区横沢までは井川林道の一部として、葵区横沢から葵区落合の玉川橋西詰までは玉川村の村道西河内線として、整備された。
1915年頃まで西河内川沿いの集落では山を越えて往来していた。現在の道路は、1894年に大倉組が井川村での事業を計画していることを聞いた玉川村のある住民が、井川村までの道路の改良を計画して6尺（約1.8 m）の道路を開通させたことに始まる。その後、1913年から玉川村の事業として玉川橋西詰から横沢までの改良工事が行われた。また、1947年から1953年にかけて玉川村森林組合によって玉川橋西詰から横沢までが3.6–4.6 mに拡幅された。
1958年に横沢から富士見峠を越えて井川ダムに至る井川林道が開通した。
1969年10月21日に静岡県道として認定された。
井川地区ではトンネル建設を含めた静岡市街方面への道路整備が望まれていた。井川地区で行われる中央新幹線の南アルプストンネルの工事に関連して静岡市は東海旅客鉄道（JR東海）に安全対策のため工事車両が通行する道路のトンネル新設を含めた整備を要望した。交渉の中でJR東海は川根本町方面に繋がる市道閑蔵線の整備や費用の応分の負担を提案したが、静岡市はこれに強く反発。最終的に三ツ峰落合線と南アルプス公園線の富士見峠部分にトンネルを建設してこの建設費140億円をJR東海が全額負担することに静岡市とJR東海が合意した。また、トンネル以外の部分について静岡市の負担で道路改良を行うこととした。合意からおよそ2年後の2020年6月、トンネル新設に関する施工協定が結ばれ、2021年2月にJR東海により工事契約が締結、2021年12月に着工された。

## 通過する自治体
- 静岡市（葵区）

## 接続道路
- 静岡県道60号南アルプス公園線（静岡市葵区口坂本：笠張峠 (三ツ峰麓) ）
- 静岡県道27号井川湖御幸線（静岡市葵区落合）

## 沿線
- 笠張峠：標高1,049 m
- 権現滝
- 横沢観光トイレ